# 何淳
何淳（1432年—？），字尚質，浙江嚴州府淳安縣人，明朝政治人物。同進士出身。

## 生平
景泰七年（1456年）丙子科浙江鄉試第二名。成化二年（1466年）丙戌科會試第七十六名，殿試登進士第三甲第十八名。

## 家族
曾祖父何遇。祖父何思道。父亲何昌同。